# Флаг Новосельского сельского поселения (Ленинградская область)
Флаг муниципального образования «Новосе́льское сельское поселение» Сланцевского муниципального района Ленинградской области Российской Федерации — опознавательно-правовой знак, служащий официальным символом муниципального образования.
Флаг утверждён 29 июля 2010 года и внесён в Государственный геральдический регистр Российской Федерации с присвоением регистрационного номера 6297.

## Описание
«Флаг муниципального образования Новосельское сельское поселение Сланцевского муниципального района Ленинградской области представляет собой прямоугольное полотнище с отношением ширины флага к длине — 2:3, воспроизводящее композицию герба муниципального образования Новосельское сельское поселение Сланцевского муниципального района Ленинградской области в белом, голубом, красном и жёлтом цветах».
Геральдическое описание герба гласит: «В серебряном поле рассечённая лазурью (синим, голубым) и червленью (красным) мурованная шкура, обременённая серебряным медведем влево, возложившим переднюю левую лапу на золотое колесо».

## Обоснование символики
В 1708 году, указом Петра I, в России было введено новое административное деление. В соответствии с этим указом высшей местной административно-территориальной единицей стала губерния. С этих пор территория, состоящая в современных границах Новосельского сельского поселения, входит в состав Санкт-Петербургской губернии сначала в составе Нарвского, а с 1802 года — Гдовского уезда. В 1909 году в России отмечалось 100-летие со дня рождения Николая Васильевича Гоголя. В это время из состава Выскатской волости была выделена её южная часть и образована самостоятельная волость с центром в Рудно. В честь юбилея классика русской литературы новая волость была названа Гоголевской. В 1918 году она переименована в Рудненскую. С 1927 по 1933 годы в Ленинградской области существовал Рудненский район с центром в селе Рудно. В его составе был Новосельский сельсовет. В марте 1941 года в Ленинградской области образовано три новых района, в том числе Сланцевский. В него, наряду с прочими, вошли Рудненский сельсовет и Новосельский сельсовет, преобразованные в дальнейшем в Новосельскую волость, а с 2006 года в Новосельское сельское поселение.
Символы флага (шкура, муровка, колесо прялки) показывают, что в прошлом в населённых пунктах, ныне входящим в состав Новосельского сельского поселения, были развиты различные промыслы.
Конец XIX — начало XX веков отмечено в Гдовском уезде бурным строительством. Строили много и добротно. Именно к этому времени перестроены в камне почти все деревянные церкви. Рост благосостояния позволил строить кирпичные дома и крестьянам. До настоящего времени в 30 деревнях из 34 входящих в состав Новосельского сельского поселения сохранились кирпичные постройки. Строили из местного кирпича, в волости было несколько кирпичных «заводов».
Муровка (в геральдике — кирпичная кладка) также служит указанием на название поселения — Новосельское. Новоселье отмечено на губернской карте 1862 года; тогда оно входило в состав Выскатской волости Гдовского уезда.
Белый медведь напоминает о бывшей усадьбе князей Дондуковых-Корсаковых (изображён на гербе рода) Завастье (одноименный населённый пункт снят с учёта в 1970 году). Медведь в геральдике считается символом предусмотрительности.
Красный цвет — право, мужество, самоотверженность любовь, храбрость, неустрашимость. Символ труда, жизнеутверждающей силы, праздника, красоты, солнца и тепла. В древнерусской традиции — красный — «красивый». Рудно — тысячелетнее поселение. Слово Руда известно во многих языках в значениях не относящихся до производства металла. Металлическая руда — обычно красноватое образование, — красная земля, она же бурая или рыжая. В украинском, болгарском и старорусском языках слово «руда» употреблялось в значении кровь. Отсюда: рдеть, русеть, ржавчина. В значении руда металлическая — в украинском, болгарском, сербохорватском, старорусском, словенском, чешском, польском и верхнелужском языках. Есть версия, что в древности слово «кровь» было табуизированным, то есть не могло произноситься вслух. Оно заменялось словом «руда».
Голубой цвет (лазурь) — символ красоты, любви, мира, возвышенных устремлений. Напоминание о реках, озёрах и болотах на территории поселения.
Жёлтый цвет (золото) — символ божественного сияния, благодати, прочности, величия, солнечного света. Символизирует также могущество, силу, постоянство, знатность, справедливость, верность.
Белый цвет (серебро) — чистота помыслов, искренность, правдивость, невинность, благородство, откровенность, непорочность, надежда.
Также эти цвета — геральдические цвета Ленинградской области (цвета областного герба и флага).